# Kościół św. Barbary w Strzelcach Opolskich
Kościół świętej Barbary – rzymskokatolicki kościół cmentarny należący do parafii św. Wawrzyńca w Strzelcach Opolskich. Znajduje się przy zbiegu ulic Gogolińskiej i Opolskiej.

## Historia
Świątynia została wybudowana w latach 1683-1690 przez cieślę Jan Brixi (Brychcy). Ufundowali ją Florian Fryderyk Weiser i Anna Bass. W 1720 i 1970 roku budowla była restaurowana.

## Architektura
Jest to świątynia drewniana, posiadająca konstrukcję zrębową. Budowla jest orientowana. Składa się z mniejszego prezbiterium od nawy, zamkniętego trójbocznie z boczną zakrystią. Kościół nakryty jest stromym dachem dwukalenicowym, złożonym z gontów. Dach ten tworzy okap z barokową wieżyczką na sygnaturkę. Jest ona zakończona blaszanym baniastym dachem hełmowym z latarnią. Budowlę otaczają soboty. Wnętrze jest nakryte płaskimi stropami. Chór muzyczny jest podparty dwiema kolumnami i mieści prospekt organowy wykonany na przełomie XVII i XVIII wieku. Belka tęczowa zawiera inskrypcję fundacyjną, datę „1690” oraz barokowy krzyż pochodzący z końca XVII wieku. Ołtarz główny oraz dwa ołtarze boczne reprezentują styl wczesnobarokowy i pochodzą z 2 połowy XVII wieku. Ambona reprezentuje styl późnorenesansowy i pochodzi z początku XVII wieku.